# Sceloenopla proxima
Sceloenopla proxima es una especie de insecto coleóptero de la familia Chrysomelidae. Fue descrita científicamente en 1885 por Baly.